# R&B Junkie
 (février 2018).
Si vous disposez d'ouvrages ou d'articles de référence ou si vous connaissez des sites web de qualité traitant du thème abordé ici, merci de compléter l'article en donnant les références utiles à sa vérifiabilité et en les liant à la section « Notes et références ».
Singles de Janet Jackson
All Nite (Don’t Stop)
(29 mai 2004) Call on Me
(2006)
R&B Junkie est une chanson de l’artiste américaine Janet Jackson sortie en 2004. Elle figure sur son 8e album Damita Jo.
La chanson a un rythme pop/funk. 
Sortie en tant que single, ce fut un échec commercial.